# شهرستان مورو (اورگن)
شهرستان مورو، اورگن (به انگلیسی: Morrow County, Oregon) شهرستانی در ایالات متحده آمریکا است که در اورگن واقع شده‌است.

## خصوصیات
شهرستان مورو ۵٬۳۰۱٫۷۴ کیلومترمربع مساحت دارد.